# U Minh (thị trấn)
U Minh là thị trấn huyện lỵ cũ của huyện U Minh, tỉnh Cà Mau, Việt Nam.

## Địa lý
Thị trấn U Minh có vị trí địa lý:
- Phía đông và phía bắc giáp xã Khánh Thuận
- Phía tây giáp xã Khánh Hòa và xã Khánh Lâm
- Phía nam giáp xã Nguyễn Phích.

Thị trấn U Minh có diện tích 18,33 km², dân số năm 2022 là 8.696 người, mật độ dân số đạt 474 người/km².

## Hành chính
Thị trấn U Minh được chia thành 4 khóm: 1, 2, 3, 4.

## Lịch sử
Ngày 25 tháng 7 năm 1979, Hội đồng Chính phủ ban hành Quyết định số 275-CP về việc thành lập thị trấn U Minh trên cơ sở một phần diện tích và dân số của xã Nguyễn Phích.
Ngày 24 tháng 8 năm 2016, UBND tỉnh Cà Mau ban hành Quyết định số 1465/QĐ-UBND về việc công nhận thị trấn U Minh là đô thị loại V.